# Ognissanti in Via Appia Nuova (diaconia)
Ognissanti in Via Appia Nuova (in latino: Diaconia Omnium Sanctorum in Via Appia Nova) è una diaconia istituita da papa Paolo VI il 28 aprile 1969. Nel 7 marzo 1965, in questa parrocchia venne celebrata da Papa Paolo VI la prima messa in lingua italiana. Fu un momento storico, che segnò il passaggio dalla lingua latina, utilizzata per le celebrazioni liturgiche, alle lingue nazionali, in linea con le indicazioni del Concilio Vaticano II. Unica chiesa fondata direttamente dal suo fondatore San Luigi Orione.

## Titolari
- Giuseppe Paupini (30 aprile 1969 - 30 giugno 1979); titolo pro hac vice (30 giugno 1979 - 8 luglio 1992 deceduto)
- Mikel Koliqi (26 novembre 1994 - 28 gennaio 1997 deceduto)
- Alberto Bovone (21 febbraio 1998 - 17 aprile 1998 deceduto)
- Walter Kasper (21 febbraio 2001 - 21 febbraio 2011); titolo pro hac vice dal 21 febbraio 2011